# Naupoda camerunensis
Naupoda camerunensis är en tvåvingeart som beskrevs av Günther Enderlein 1924. Naupoda camerunensis ingår i släktet Naupoda och familjen bredmunsflugor. Inga underarter finns listade i Catalogue of Life.